# Kristiania Kommunale Sporveie
Kristiania Kommunale Sporveie (KKS), populært kaldet Rødtrikken, var et kommunalt ejet selskab, der drev dele af Oslos sporveje fra 1899 til 1905. KKS byggede og drev tre linjer, Sagene ring, Rodeløkkalinjen og Vippetangenlinjen. De tre linjer passerede ikke hinanden men var forbundet via spor tilhørende byens to andre sporvejsselskaber, Kristiania Sporveisselskab (KSS) og Kristiania Elektriske Sporvei (KES). KKS anskaffede 20 motorvogne fra Schuckert & Co. og 12 bivogne, der fik betegnelsen type S. Der blev desuden bygget to remiser i Sagene og Rodeløkka.
Selskabet blev etableret efter et politisk skifte, hvorefter byrådet besluttede sig for selv at drive sporveje. Selskabet var imidlertid ikke rentabelt, og efter endnu et politisk skifte ved byrådsvalget i 1904 blev det i maj 1905 vedtaget at sælge det til KSS, efter at byrådet havde afslået at overtage netop dette selskab.
Umiddelbart efter at KSS overtog det kommunale selskab, blev remisen i Rodeløkka lukket, da man ikke havde brug for den. Type S-vognene var i brug som sådan til 1918, men mange af dem blev ombygget og var i brug indtil 1966. De tre linjer fulgte med, da KSS og KES i 1924 blev overtaget af kommunen og slået sammen som Kristiania Sporveier, fra 1925 Oslo Sporveier, efter at deres koncessioner udløb. Rodeløkkalinjen blev lukket i 1949, idet den sydlige del dog stadig eksisterer som en del af Sinsenlinjen. Sagene ring lukkede i 1961 og Vippetangenlinjen i 1967.